# Sakana AI
35°39′40″N 139°45′4″E / 35.66111°N 139.75111°E
Sakana AI（日語：サカナ AI）是日本一家研發人工智慧的資訊科技公司，創立一年之後市場預估產值超過11億美金，成為日本企業發展史上最快獲得獨角獸企業封號的公司。

## 沿革
創辦人David Ha曾任職於Google從事研究 Stability AI 的工作，但是後來工作轉變為管理職務，有點悖離自己的研究初衷，因此和另一位 Google 的同事 Lion Jones 共同創立這家公司。Sakana AI創立於2023年7月（令和5年）成立，由Lux Capital和Khosla Ventures首輪投資日幣45億元，日本方的投資法人有：NTT集團、索尼、KDDI，第二輪創投公司恩頤投資集資1.25美金億元，同年該公司發布從多家創投投入的資金，加上GPU半導體巨擘輝達也參與投資，因此市場價值超過200日幣億元。
取名的軼聞：Sakana就是日文「魚」的發音，讓人馬上就可以聯想到日本人愛吃魚的習慣，另一方面如同海裡面的小魚聯繫而成魚群，比擬組合各種小型的人工智慧，最後匯集成大型高級人工智慧。